# Campionats del món de ciclocròs de 1994
Els Campionats del món de ciclocròs de 1994 foren la 45a edició dels mundials de la modalitat de ciclocròs i es disputaren el 30 de gener de 1994 a Koksijde, Flandes Occidental, Bèlgica. Amb la desaparició de la prova amateur, només foren dues les proves disputades.

## Resultats
| Prova        | Or                | Plata               | Bronze          |
| Cursa elit   | Paul Herijgers    | Richard Groenendaal | Erwin Vervecken |
| Cursa júnior | Gretienus Gommers | Kamil Ausbuher      | Ben Berden      |

## Classificacions

### Classificació de la prova elit
| Pos. | Ciclista            | País          | Temps           |
| ---- | ------------------- | ------------- | --------------- |
|      | Paul Herijgers      | Bèlgica       | 1 h 00 min 38 s |
|      | Richard Groenendaal | Països Baixos | + 0:08          |
|      | Erwin Vervecken     | Bèlgica       | + 0:39          |
| 4    | Daniele Pontoni     | Itàlia        | + 0:50          |
| 5    | Adrie van der Poel  | Països Baixos | + 1:12          |
| 6    | Cyril Bonnand       | França        | + 1:25          |
| 7    | Thomas Frischknecht | Suïssa        | + 1:32          |
| 8    | Marc Janssens       | Bèlgica       | + 1:36          |
| 9    | Radomír Šimůnek     | Txèquia       | + 1:37          |
| 10   | Danny De Bie        | Bèlgica       | + 1:41          |

### Classificació de la prova júnior
| Pos. | Ciclista          | País          | Temps       |
| ---- | ----------------- | ------------- | ----------- |
|      | Gretenius Gommers | Països Baixos | 39 min 48 s |
|      | Kamil Ausbuher    | Txèquia       | + 0:24      |
|      | Ben Berden        | Bèlgica       | + 1:00      |
| 4    | Sven Nijs         | Bèlgica       | + 1:24      |
| 5    | David Süsemilch   | Txèquia       | + 1:27      |
| 6    | David Willemsens  | Bèlgica       | + 1:40      |
| 7    | Martin Elsnic     | Txèquia       | + 1:57      |
| 8    | Miguel Martinez   | França        | + 2:15      |
| 9    | Urs Steinmann     | Alemanya      | + 2:16      |
| 10   | Beat Blum         | Suïssa        | + 2:17      |

## Medaller
| Pos. | País          | Or | Plata | Bronze | Total |
| 1    | Països Baixos | 1  | 1     | 0      | 2     |
| 1    | Bèlgica       | 1  | 0     | 2      | 3     |
| 3    | Txèquia       | 0  | 1     | 0      | 1     |